# 20-я бронетанковая бригада (Великобритания)
20-я бронетанковая бригада (англ. 20th Armoured Brigade Combat Team) — тактическое соединение в составе 3-й дивизии Великобритании. Бригада дислоцируется в Уингских казармах, графство Уилтшир.
В соответствии с новой структурой армии 2020 года в январе 2015 года бригада была переименована в 20-ю механизированную бригаду (20th Armoured Infantry Brigade), в которую вошли три батальона механизированной пехоты. В 2016 году бригада начала свои тренировки высокой готовности в рамках подготовки к тому, чтобы стать лидером НАТО в наземной совместной оперативной группе сверхвысокой готовности (Very High Readiness Joint Task Force Land [VJTF(L)]) в 2017 году.
Штаб бригады переехал в Уингские Казармы, Булфорд, в 2019 году.
В рамках программы Future Soldier бригада из механизированной была преобразована в бронетанковую и в будущем будет управлять разведывательным полком, оснащённым Ajax. Нынешний бронетанковый полк (QRH) будет перевооружён на ОБТ Challenger 3, а механизированные батальоны — на БТР Boxer.

## Состав

### 1989 год
- Управление бригады и 200-й эскадрон связи (HQ 20 Armd Bde & 200 Signal Sqn R SIGNALS) (казармы Хобарт, Детмольд)
- 4-й/7-й королевский драгунский гвардейский полк (4th/7th Royal Dragoon Guards) (57 ОБТ Чифтен Mk 11/C)
- 15-й/19-й Его Величества королевский гусарский полк (15th/19th The King’s Royal Hussars) (57 ОБТ Чифтен Mk 11/C)
- 2-й батальон Королевского ирландского рейнджерского полка (2nd Bn, The Royal Irish Rangers (27th (Inniskilling), 83rd, & 87th)) (казармы Сторновэй, Лемго)
- 5-й (добровольческий) батальон Её Величества полка (5th (Volunteer) Bn, The Queen’s Regiment)
- Противотанковый взвод 3-го (добровольческого) батальона Королевского полка Уэльса (MILAN Pl, 3rd (Volunteer) Bn, The Royal Regiment of Wales (24th/41st Foot)) (Кардифф) (ПТРК Милан)
- Противотанковый взвод 5-го/8-го (добровольческого) батальона Его Величества полка (MILAN Pl, 5th/8th (Volunteer) Bn, The King’s Regiment) (Ливерпуль) (ПТРК Милан)[5]

### 2019 год
Состав на 2019 год:
- Королевский драгунский гвардейский полк (Royal Dragoon Guards) (Уорминстер, графство Уилтшир) (CVR(T)) (войсковая разведка)
- Её Величества королевский гусарский полк (Queen’s Royal Hussars) (Тидворт, графство Уилтшир) (56 ед. Challenger 2, БРМ Scimitar[7]);
- 1-й батальон Королевского полка фузилёров (1st Battalion, Royal Regiment of Fusiliers) (Тидворт) (БМП Warrior[8]);
- 5-й батальон Королевского полка фузилёров (5th Battalion, Royal Regiment of Fusiliers) (Ньюкасл-апон-Тайн) (MRAP).
- 5-й батальон Стрелкового полка (5th Battalion, The Rifles) (Булфорд, графство Уилтшир) (БМП Warrior[9]);
- 7-й батальон Стрелкового полка (7th Battalion, The Rifles) (Рединг) (MRAP).
- 3-й батальон непосредственной поддержки Королевских инженеров-электриков и механиков (3 Armoured Close Support Battalion, Royal Electrical and Mechanical Engineers) (Тидворт)